# Gorajec-Stara Wieś
Gorajec-Stara Wieś – wieś w Polsce położona na Roztoczu w województwie lubelskim, w powiecie zamojskim, w gminie Radecznica. Położony jest w centrum Szczebrzeszyńskiego Parku Krajobrazowego nad rzeką Gorajec.
| SIMC    | Nazwa   | Rodzaj    |
| ------- | ------- | --------- |
| 0897131 | Tokarka | część wsi |

Wieś jest sołectwem w gminie Radecznica. Według Narodowego Spisu Powszechnego z roku 2011 wieś liczyła 335 mieszkańców. Znajduje się tu Publiczna Szkoła Podstawowa. Przez Gorajec-Starą Wieś przebiega droga krajowa 74 Janów Lubelski-Zamość.
Wieś jest siedzibą rzymskokatolickiej parafii Wniebowzięcia Najświętszej Maryi Panny.

## Historia
Początki osadnictwa na tym terenie datuje się na okres mezolitu i neolitu. Z okresu mezolitu  pochodzą narzędzia krzemienne , a z neolitu - pozostałości ceramiki kultury pucharów lejkowych oraz ślady osady neolitycznej.
We wczesnym średniowieczu tereny te określane były mianem Ziemi Czerwieńskiej (Grodów Czerwieńskich) i wielokrotnie zmieniały swoją przynależność państwową. W pobliskiej Sąsiadce znajdują się pozostałości jednego z nich: Sutiejska.
Sama wieś Gorayec (pisownia oryginalna)  lokowana  została na prawie niemieckim         przez  Dymitra z Goraja herbu Korczak, właściciela m.in. zamków w Szczebrzeszyna i Goraju, pod koniec XIV wieku. Z kolei Dymitr podarował ją swoim zasłużonym dworzanom - braciom Bretoldowi i Zygmuntowi  Smagarzewskim. Miało to miejsce przed 1389 r.           Smagarzewscy zmienili potem nazwisko na Latyczyńscy, pochodzące od wsi Latyczyn. .    W 1564r wieś liczyła 269 domów chłopskich , istniała też na jej terenie jakaś huta albo kopalnia ("officina mineraria") , być może była to kopalnia gliny oraz parterowy , murowany dworek szlachecki.  Od potomków Latyczyńskich w 1643 r. prawa do wsi odkupił Jan Sobiepan Zamoyski włączając ją do Ordynacji Zamojskiej. Pierwszym dzierżawcą folwarku Gorayec został chorąży bracławski Hieronim Żaboklicki herbu Roch (prywatnie przyjaciel  Jana Sobiepana Zamojskiego), a następnie jego syn Nikodem Żaboklicki.
Skorowidz Królestwa Polskiego z 1877 r. umiejscawia administracyjnie Gorajec                 (wieś i folwark) w Guberni lubelskiej  w powiecie zamojskim, gminie Radecznica                         i w  parafii Mokrelipie, z sądem pokoju i pocztą w Szczebrzeszynie. Skorowidz miejscowości Rzeczpospolitej Polskiej z 1933 r. (?) rozróżnia 2 wsie o nazwie Gorajec: Gorajec-Stara Wieś oraz Gorajec-Zagroble, oraz odrębnie Gorajec folwark.

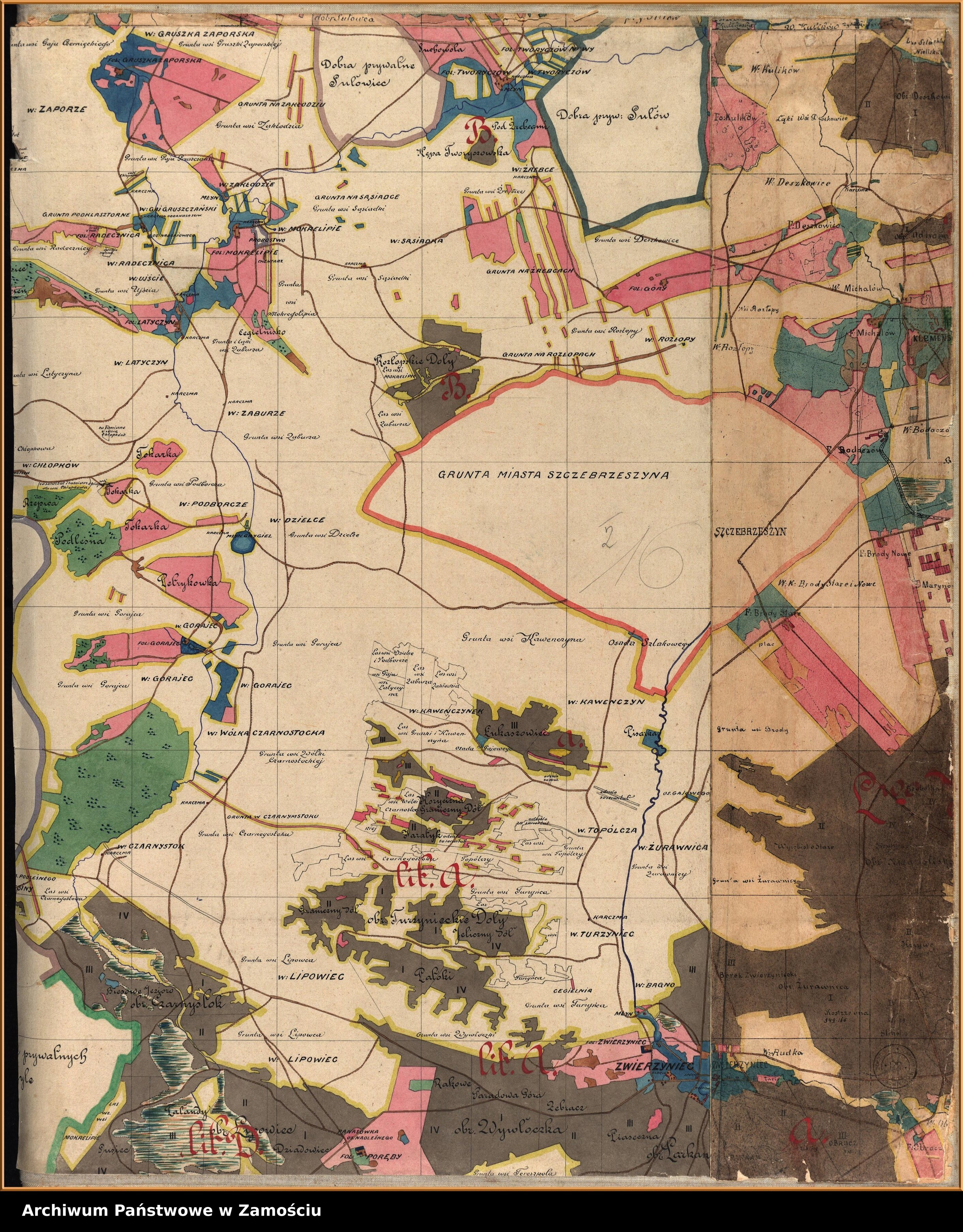
Mapa wsi i folwarku Gorajec w latach 1875-1906

W latach 1954–1972 wieś należała i była siedzibą władz gromady Gorajec-Stara Wieś.           W latach 1975–1998 miejscowość administracyjnie należała do województwa zamojskiego. Według Narodowego Spisu Powszechnego Ludności i Mieszkań z 2011 roku liczba ludności we wsi Gorajec-Stara Wieś to 335, z czego 54,3% mieszkańców stanowią kobiety, a 45,7% mężczyźni.

## Osoby związane z Gorajcem
- W Gorajcu urodził się i został zamordowany Jan Grygiel, żołnierz Batalionów Chłopskich.
- W Gorajcu-Starej Wsi w dzieciństwie mieszkał Janusz Jarosławski (ur. 1967) – polski pisarz, publicysta, autor książek poświęconych tematyce historycznej i broni białej[18][19].